# قيطم بركاني
قيطم بركاني (الاسم العلمي: Xenopus amieti) (بالإنجليزية: volcano clawed frog)‏ هو نوع من البرمائيات يتبع جنس القيطم من فصيلة الضفادع العديمة اللسان.